# Saison 4 de Haven
Chronologie
Saison 3 Saison 5
Cet article présente les treize épisodes de la quatrième saison de la série télévisée américano-canadienne Haven.

## Distribution

### Acteurs principaux
- Emily Rose (VF : Laura Blanc) : Audrey Parker / Lucy Ripley / Sarah Vernon / Lexie DeWitt / Mara
- Eric Balfour (VF : Jérémy Bardeau) : Duke Crocker
- Lucas Bryant (VF : Jean-Alain Velardo) : Nathan Wuornos

### Acteurs récurrents
- Richard Donat (en) (VF : Thierry Murzeau) : Vince Teagues
- John Dunsworth (VF : Jean-Pierre Becker) : Dave Teagues
- Kate Kelton (en) (VF : Lydia Cherton) : Jordan McKee
- Adam Copeland « WWE Superstar Edge » (VF : Éric Marchal) : Dwight Hendrickson
- Colin Ferguson (VF : Philippe Vincent) : William
- Christian Camargo (VF : Thomas Roditi) : Wade Crocker, demi-frère de Duke
- Emma Lahana (VF : Olivia Luccioni) : Jennifer Mason
- Kirsty Hinchcliffe (VF : Catherine Desplaces) : Rebecca Rafferty
- Kyle Mitchell : l'homme sinistre
- Robert Maillet : Heavy (4 épisodes)
- Glenn Lefchak : Stan, le policier (4 épisodes)

### Invités
- Nicola Correia Damude : Rhonda (épisodes 1 à 3)
- Nicole de Boer (VF : Claire Guyot) : Marion Caldwell (épisode 1)
- Philip Williams (VF : Michel Voletti) : Mack Allen (épisode 1)
- Pamela Rowe (VF : Catherine Desplaces) : l'infirmière (épisode 1)
- David Ferry (VF : Michel Voletti) : Frank Marigolds (épisode 2)
- Kyle Mac : Don Keaton (épisode 2)
- Christopher Shore (VF : Yann Guillemot) : Dr Lucassi (épisode 2)
- Tony Nappo (en) : Mike Gallagher (épisode 3)
- Steven Wallace Lowe (VF : Michel Voletti) : l'ouvrier (épisode 3)
- John Allen MacLean (VF : Michel Voletti) : l'employé de la morgue (épisode 3)
- Mitchell Landzaat (VF : Yann Guillemot) : le policer en uniforme (épisode 3)
- Steven McCarthy (VF : Benoît DuPac) : Baer Brock (épisode 4)
- Krista Bridges : Carmen Brock (épisode 4)
- Timothy Schwager (VF : Xavier Béja) : Ben (épisode 4)
- Janine Theriault (VF : Catherine Desplaces) : Valerie (épisode 4)
- Kristin Langille (VF : Claire Guyot) : la mère de Harper (épisode 4)
- Charlotte Hegele : Katie (épisode 5)
- Jon McLaren : Tyler (épisode 5)
- Douglas Nyback : Josh (épisode 5)
- Molly Dunsworth : Vicki Dutton, l'interne (épisodes 6 et 7)
- Kandyse McClure : Carrie Benson (épisode 7)
- Lisa Rose Snow (VF : Catherine Desplaces) : Sonia Winston (épisode 7)
- Joanne Miller (VF : Catherine Desplaces) : le docteur (épisode 7)
- Craig Olejnik (VF : Alexandre Guansé) : Aiden Driscoll (épisode 8)
- Darri Ingolfsson (VF : Sébastien Desjours) : Jack Driscoll (épisode 8)
- Kenneth Mitchell (VF : Christophe Desmottes) : Cliff (épisode 10)
- Leah Randell : Doreen (épisode 10)
- Garrow Hill-Stotsky : Brad (épisode 10)
- Nikki Barnett : Susie (épisode 10)
- Amanda Molloy : Marie Hansen (épisode 10)
- Danny Masterson (VF : Benoît DuPac) : Anderson Harris (épisode 11)
- Kris Lemche (VF : Yoann Sover) : Seth Byrne (épisode 11)
- Michael Hogan (VF : Michel Voletti) : Lincoln Harker (épisode 12)
- Christian Campbell (VF : Xavier Béja) : Ben Harker (épisodes 12 et 13)

## Production

### Développement
Le 9 novembre 2012, la série a été renouvelée pour une quatrième saison de treize épisodes prévu à partir du 13 septembre 2013 sur Syfy, aux États-Unis.

### Casting
En août 2013, l'acteur Colin Ferguson intègre la série avec un rôle principal lors de la quatrième saison, alors que Christian Camargo et Emma Lahana seront récurrents.
En septembre 2013, l'acteur Craig Olejnik obtient un rôle le temps d'un épisode.
En octobre 2013, Danny Masterson et Kris Lemche sont invités pour le 11e épisode.

### Tournage
La tournage a débuté le 8 mai 2013 à Halifax, en Nouvelle-Écosse, au Canada.

## Équipe Technique
- Musique: Shawn Pierce
- Monteur: Neil Grieve
- Directrice Artistique: Jennifer Stewart
- Directeur-Photo: Éric Cayla
- Chef costumier: Steven Wright

## Liste des épisodes

### Épisode 1:Les Retrouvailles
- États-Unis : 13 septembre 2013 sur Syfy[2]
- Canada : 8 novembre 2013 sur Showcase[7]
- France : 11 février 2014 sur Syfy France[8]
- Québec : 30 avril 2014 sur AddikTV[9]

- États-Unis : 1,55 million de téléspectateurs[10] (première diffusion)

- Nicole de Boer (Marion Caldwell)

### Épisode 2:Les Survivants
- États-Unis : 20 septembre 2013 sur Syfy
- Canada : 15 novembre 2013 sur Showcase
- France : 11 février 2014 sur Syfy France[8]
- Québec : 7 mai 2014 sur AddikTV

- États-Unis : 1,36 million de téléspectateurs[11] (première diffusion)

- David Ferry (Frank Marigold)
- Kyle Mac (Don Keaton)

### Épisode 3:Le Sang maudit
- États-Unis : 27 septembre 2013 sur Syfy
- Canada : 22 novembre 2013 sur Showcase
- France : 11 février 2014 sur Syfy France[8]
- Québec : 14 mai 2014 sur AddikTV

- États-Unis : 1,54 million de téléspectateurs[12] (première diffusion)

- Tony Nappo (en) (Mike Gallagher)

### Épisode 4:Enfants disparus
- États-Unis : 4 octobre 2013 sur Syfy
- Canada : 29 novembre 2013 sur Showcase
- France : 18 février 2014 sur Syfy France[8]
- Québec : 21 mai 2014 sur AddikTV

- États-Unis : 1,49 million de téléspectateurs[13] (première diffusion)

- Steven McCarthy (Baer Brock)
- Krista Bridges (Carmen Brock)

### Épisode 5:Lexie
- États-Unis : 11 octobre 2013 sur Syfy
- Canada : 6 décembre 2013 sur Showcase
- France : 18 février 2014 sur Syfy France[8]
- Québec : 28 mai 2014 sur AddikTV

- États-Unis : 1,59 million de téléspectateurs[14] (première diffusion)

- Charlotte Hegele (Katie)
- Douglas Nyback (Josh)
- Jon McLaren (Tyler)

### Épisode 6:Compte à rebours
- États-Unis : 18 octobre 2013 sur Syfy
- Canada : 13 décembre 2013 sur Showcase
- France : 25 février 2014 sur Syfy France[8]
- Québec : 4 juin 2014 sur AddikTV

- États-Unis : 1,45 million de téléspectateurs[15] (première diffusion)

### Épisode 7:La Mort en marche
- États-Unis : 25 octobre 2013 sur Syfy
- Canada : 20 décembre 2013 sur Showcase
- France : 25 février 2014 sur Syfy France[8]
- Québec : 11 juin 2014 sur AddikTV

- États-Unis : 1,46 million de téléspectateurs[16] (première diffusion)

### Épisode 8:Haven sous pression
- États-Unis : 1er novembre 2013 sur Syfy
- Canada : 3 janvier 2014 sur Showcase
- France : 4 mars 2014 sur Syfy France[8]
- Québec : 18 juin 2014 sur AddikTV

- États-Unis : 1,33 million de téléspectateurs[17] (première diffusion)

- Craig Olejnik (Aiden Driscoll)
- Darri Ingolfsson

### Épisode 9:William
- États-Unis : 8 novembre 2013 sur Syfy
- Canada : 10 janvier 2014 sur Showcase
- France : 4 mars 2014 sur Syfy France[8]
- Québec : 25 juin 2014 sur AddikTV

- États-Unis : 1,72 million de téléspectateurs[18] (première diffusion)

### Épisode 10:Vœu exaucé
- États-Unis : 15 novembre 2013 sur Syfy
- Canada : 17 janvier 2014 sur Showcase
- France : 11 mars 2014 sur Syfy France[8]
- Québec : 2 juillet 2014 sur AddikTV

- États-Unis : 1,57 million de téléspectateurs[19] (première diffusion)

### Épisode 11:Rougarou
- États-Unis : 22 novembre 2013 sur Syfy
- Canada : 24 janvier 2014 sur Showcase
- France : 11 mars 2014 sur Syfy France[8]
- Québec : 9 juillet 2014 sur AddikTV

- États-Unis : 1,46 million de téléspectateurs[20] (première diffusion)

- Danny Masterson (Anderson Harris)
- Kris Lemche (Seth Byrne)

### Épisode 12:Pleurs mortels
- États-Unis : 6 décembre 2013 sur Syfy
- Canada : 31 janvier 2014 sur Showcase
- France : 18 mars 2014 sur Syfy France[8]
- Québec : 16 juillet 2014 sur AddikTV

- États-Unis : 1,36 million de téléspectateurs[21] (première diffusion)

### Épisode 13:Le Phare
- États-Unis : 13 décembre 2013 sur Syfy
- Canada : 7 février 2014 sur Showcase
- France : 18 mars 2014 sur Syfy France[8]
- Québec : 23 juillet 2014 sur AddikTV

- États-Unis : 1,25 million de téléspectateurs[22] (première diffusion)